# Liljekonvalj
Liljekonvalj, även liljekonvalje, (Convallaria majalis) L. är en art i familjen sparrisväxter (Asparagaceae).

## Beskrivning
Liljekonvaljen är en flerårig ört som kan bli mellan 15 och 25 centimeter hög. Bladen är blanka, stora och brett lansettlika, oftast två till antalet, och kommer direkt från jordstammen. Den har krypande jordstam och bildar ofta stora bestånd. Liljekonvalj blommar i maj – juni med vita blommor som sitter i en bågböjd, ensidig klase. Blommorna blir senare gul-röda bär. Blomstängeln är sidoställd och blommorna är hängande och mycket väldoftande. Kalken är klocklik med sex korta flikar och rent vit eller sällan rosa.
Stjälken är bladlös.
Plantorna växer ofta tätt tillsammans och bildar en tät "matta".
Liljekonvaljen fortplantar sig med vegetativ förökning dels via rhizomen (jordstammen), men också via stoloner.

## Utbredning
Den växer vilt i Sveriges lundar, i övriga Europa, västra och östra Asien samt i Kaukasus.
I Götalands kustlandskap börjar liljekonvaljen blomma i maj, i resten av landet senare.
Liljekonvaljen är fridlyst på Öland, i Kronobergs, Stockholms och Södermanlands län. I andra områden är den inte fridlyst. Fridlysning innebär att man inte får dra upp blommorna med rötterna och inte plocka för att sälja.
Liljekonvalj är sedan 1982 Finlands nationalblomma, och är Gästriklands landskapsblomma.

## Giftighet
Liljekonvaljen är mycket giftig, främst som en del av sitt naturliga försvar mot växtätande djur. Växten är giftig för såväl människor som husdjur och andra djur.
Alla delar av växten är giftiga. Särskilt blommorna och bladen innehåller irriterande ämnen som kan påverka hjärtat.
Symtom vid högt intag av liljekonvalj är:
- Oftast mindre allvarligt:
  - Buksmärta
  - Diarré
  - Illamående
  - Kräkningar
  - Desorientering
  - Dimsyn
  - Dåsighet
  - Huvudvärk
  - Rödaktiga hudutslag
  - Doften av liljekonvaljblommor kan i sällsynta fall ge allergiska symtom hos känsliga personer.

- Allvarligt:
  - Plötsliga förändringar i hjärtrytmen

Förgiftning av liljekonvalj kan vara livshotande. I grund och botten är det alltid rekommenderat att uppsöka läkare om man intagit hög dos av liljekonvalj.
Hög dos kan för barn innebära intag av mer än 5 bär.
Blommans doft kan ge känsliga personer allergiska besvär.
I en kriminalroman förekommer ett giftmord genom blomvatten där liljekonvaljblommor stått, vilket orsakat en del falsk ryktesspridning om blomvattnets giftighet. Förtäring av blomvattnet är helt ofarligt.

## Odling och skötsel
Liljekonvaljen trivs på skuggiga ställen, i friska mosskogar, skogsbryn, lundar, samt på hagmarker.
Liljekonvalj växer också i stora grupperingar, förenade genom jordstammar och ett fint, utspritt rotsystem.
- Plantorna ska vara planterade med ca 10 cm avstånd till varandra.
- Kan planteras om efter blomningen.
- De trivs i sol och skugga.[12]
- Den bör inte planteras i rabatten bland andra växter på grund av dess förmåga att sprida sig, ibland helt ohämmat.

Iskonvaljer är odlad liljekonvalj, som genom köldbehandling förmås blomma redan i slutet av december.
Odlade konvaljer har ett kraftigare rotsystem, som ger grövre groddar. Blomstjälkarna med blad blir därmed kraftigare, samtidigt som blomklockorna blir fler än de vilda i naturen.

## Utbredningskartor
- Norden, 
  - På Hardangervidda upp till 1 240 m ö h
- Norra halvklotet, 
  - I östra Nordamerika som introducerad art.
  - Gränsområden visas för Convallaria majalis var. manschurica och Convallaria montana

## Bygdemål
| Namn                         | Trakt                       | Referens | Förklaring |
| ---------------------------- | --------------------------- | -------- | --- |
|                              |                             |          | |
| Buck-kvallur                 | Dalarna                     | [ 13 ]   | |
| Bokkablad                    | Närke, Södermanland         | [ 14 ]   | I Dalsland, Västergötland, Skåne och Halland avses med bockablad i stället vattenklöver, Menyanthes trifoliata, medan man i Blekinge menar getrams Polygonatum odoratum |
| Bokk-blatupper               | Västra Dalarna              | [ 15 ]   | Tupper = toppar, d v s blommorna |
| Hjartansfröjd                | Småland                     | [ 16 ]   | Förväxla ej med annan stavning: Hjärtansfröjd, som avser citronmeliss                                                                                                   |
| Kik-i-rammen                 | Ångermanland, Svenskfinland | [ 17 ]   | |
| Lilla-govalje                | Västerbotten (Nysätra)      | [ 18 ]   | |
| Lille-kovalle, Lille-kovalje |                             | [ 18 ]   | |

## Etymologi
Liljekonvalj är en förvanskning av latinets Lilium convallium = dal-lilja.
Majalis kan härledas från det latinska namnet för månaden maj, Majus, med syftning på liljekonvaljens blomningstid. 

## Bilder

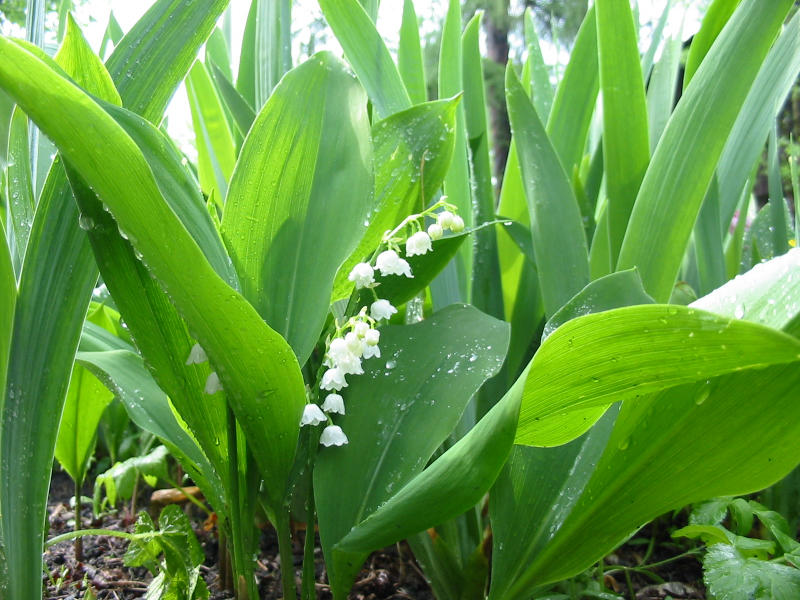
Liljekonvalj
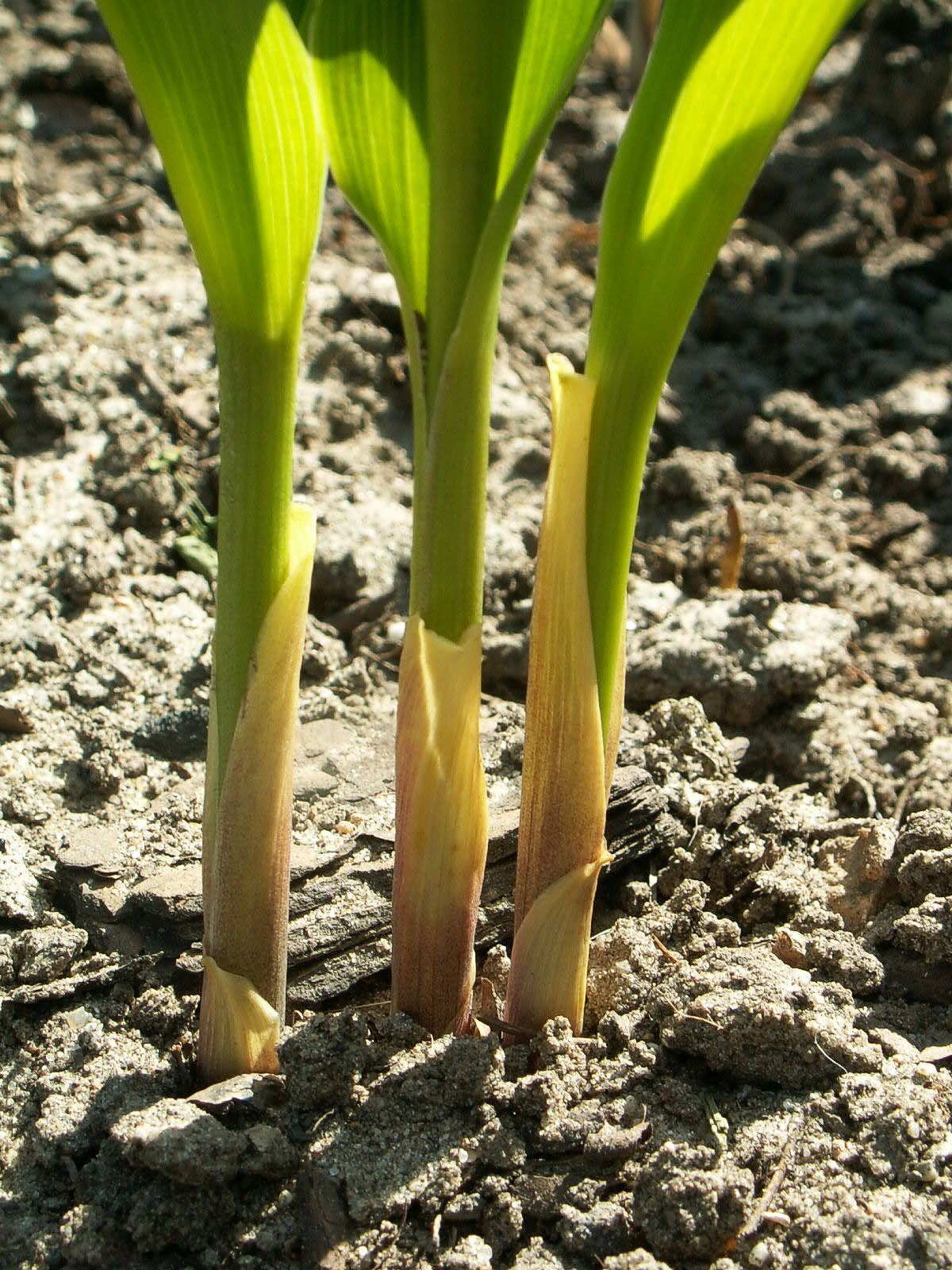
Bladen skjuter upp direkt från jordstammen
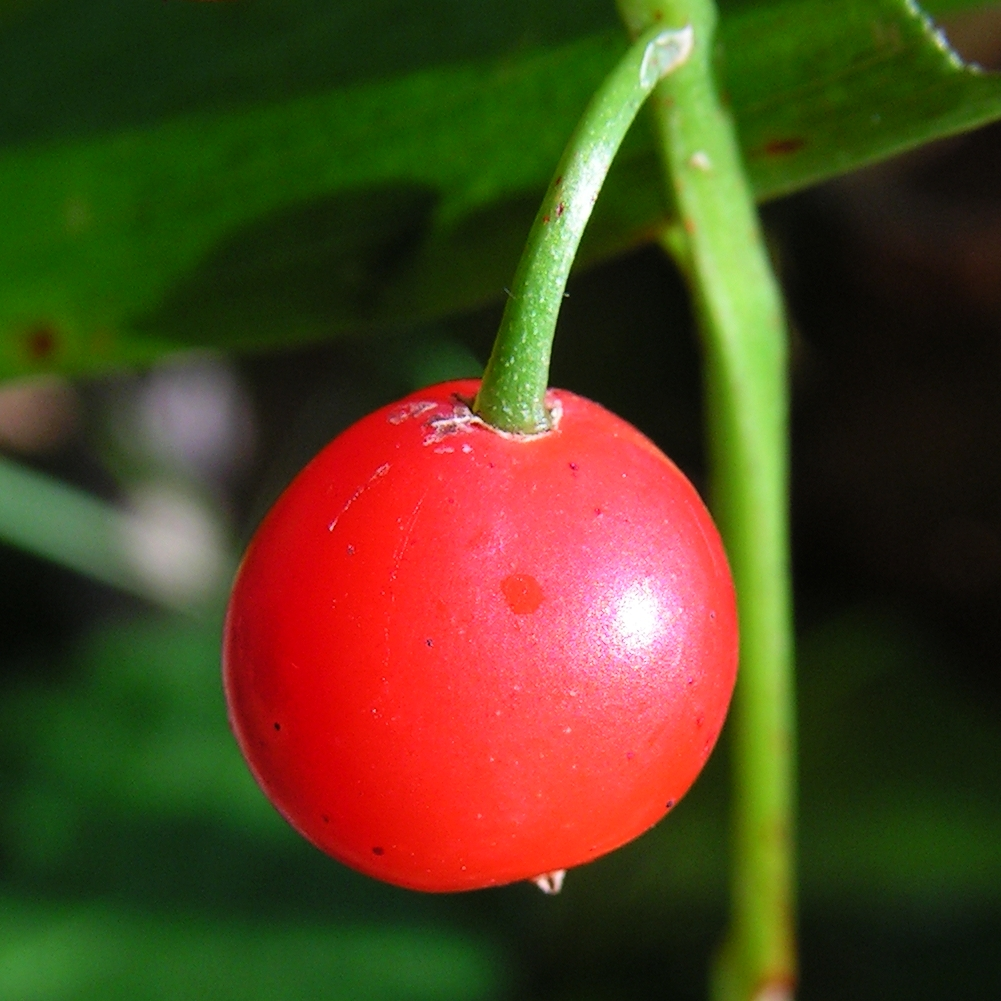
Bär
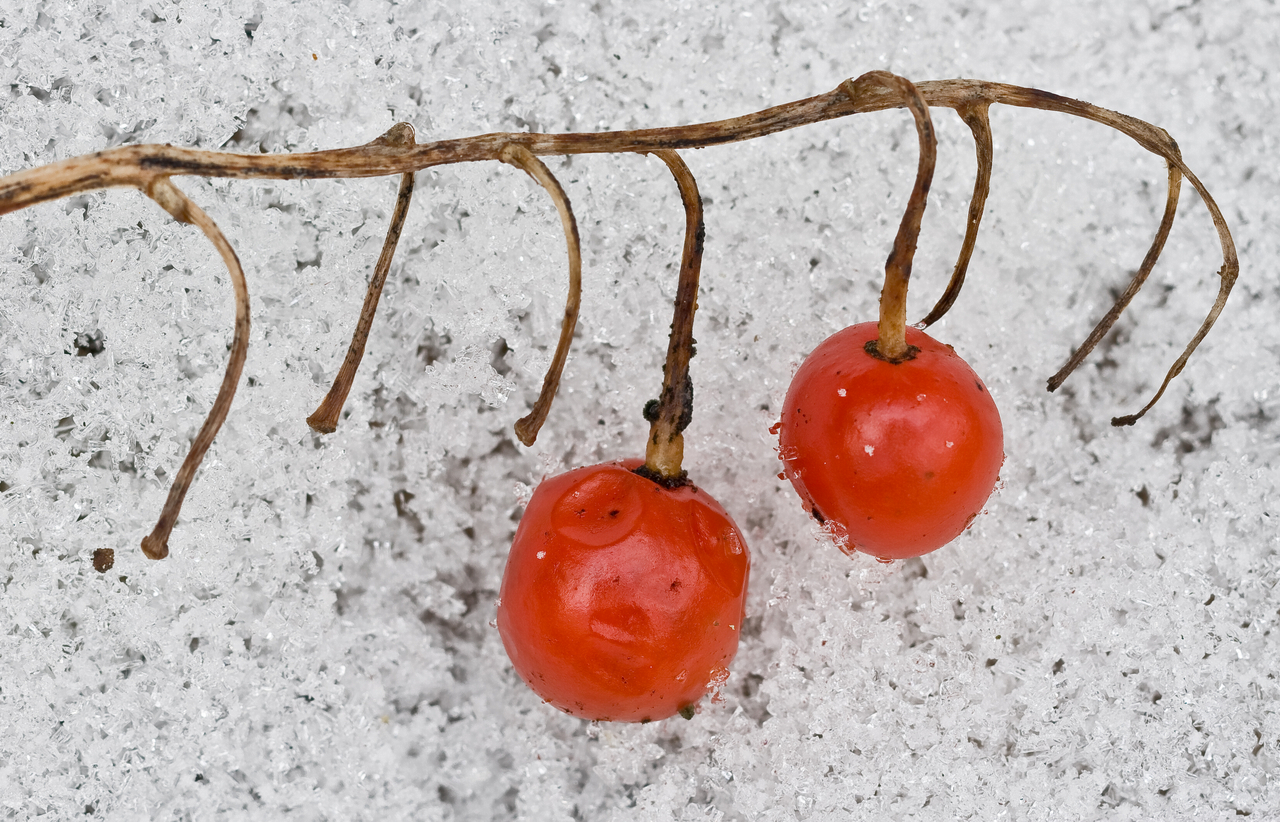
Bär ännu i december, när det snöat